# Бурсов, Александр Васильевич
Алекса́ндр Васи́льевич Бу́рсов (22 сентября 1947 — 14 апреля 2015) — советский, российский дипломат, востоковед, бирманист. Автор учебных пособий по бирманскому языку.

## Биография
В 1970 году окончил Институт восточных языков при МГУ им. М. В. Ломоносова по специальности «бирманский и кхмерский языки». В 1970—1975 годах преподавал бирманский язык в Военном институте иностранных языков Министерства обороны СССР.
В 1979—1985 годах — первый секретарь Посольства СССР в Народной Республике Кампучия, в 1988—1992 годах — советник Посольства СССР, России в Бирме / Мьянме. В Культурном центре в Мьянме сумел объединить почитателей русского языка.
В последующие годы работал в юридической компании, организовывал работу с зарубежными юридическими фирмами, занимался консультированием и продвижением контрактов.
Участвовал в создании и становлении российского Общества дружбы и сотрудничества с Мьянмой, был его президентом, вице-президентом.

## Научная деятельность
Автор научных статей, учебников по бирманскому языку.